# Sväng
Sväng [s'väη] ist ein finnisches Mundharmonika-Quartett.

## Geschichte
Die Gruppe wurde an der Sibelius-Akademie in Helsinki gegründet, da Eero Turkka für eine Prüfung in Komposition und Improvisation ein Projekt benötigte. Mit Eero Grundström, einem weiteren Studenten der Akademie, und Jouko Kyhälä, dem ersten Absolventen Finnlands, der im Fach Mundharmonika promoviert hatte, sowie dem Bassharmonika-Spieler Pasi Leino studierte er eine von ihm komponierte, an rumänischer Volksmusik orientierte Suite ein. Aufgrund des großen Erfolgs dieses Projektes wurde 2003 die Gruppe Sväng (schwedisch: Kurve) gegründet. Bald folgten erste Auslandstourneen, im Jahr 2005 erschien die erste CD der Gruppe, Sväng. 2007 wurden Sväng als Vertreter Finnlands zur World Music Expo entsandt. 2008 erschien die zweite CD der Gruppe, Jarruta.

## Musik
Die Musik von Sväng weist eine große stilistische Bandbreite auf. Die Eigenkompositionen und Arrangements traditioneller Stücke sind von Polka, Countrymusik, Finnischen Tango, Ragtime, Musik der Sinti und Roma und Volksmusik des Balkan ebenso beeinflusst wie von Jazz und Rock. Der elektrisch verstärkte und mit Effektgeräten wie Verzerrern verfremdete Klang ist hierbei ein wesentliches Stilelement und erweitert die Ausdrucksmöglichkeiten der Instrumente.

## Diskographie
- Sväng (2005, Aito Records Oy)
- Jarruta (2008, Aito Records Oy)
- Sväng plays Chopin (2010, Jumi-tuotanto Oy)
- Schladtzshe! (2010, Aito Records Oy)
- Karja-la (2014, Galileo)
- Sväng plays Sibelius (Karelia Suite) (2015, Jumi-tuotanto Oy)
- Hauptbahnhof (2017, Galileo)
- Sväng Plays Tango (2018, Galileo)
- In Trad We Trust (2020, Galileo)
- Svängo Nuevo (2024, Galileo)